# Chad LaRose
Pour les articles homonymes, voir Larose.
Chad LaRose (né le 27 mars 1982 à Fraser, dans l'État du Michigan aux États-Unis) est un joueur professionnel de hockey sur glace évoluant à la position de Centre.

## Carrière
LaRose évolua au niveau junior avec les Stampede de Sioux Falls de la United States Hockey League durant deux saisons avant de rejoindre les Whalers de Plymouth de la Ligue de hockey de l'Ontario où il s'installa pour les trois saisons suivantes.

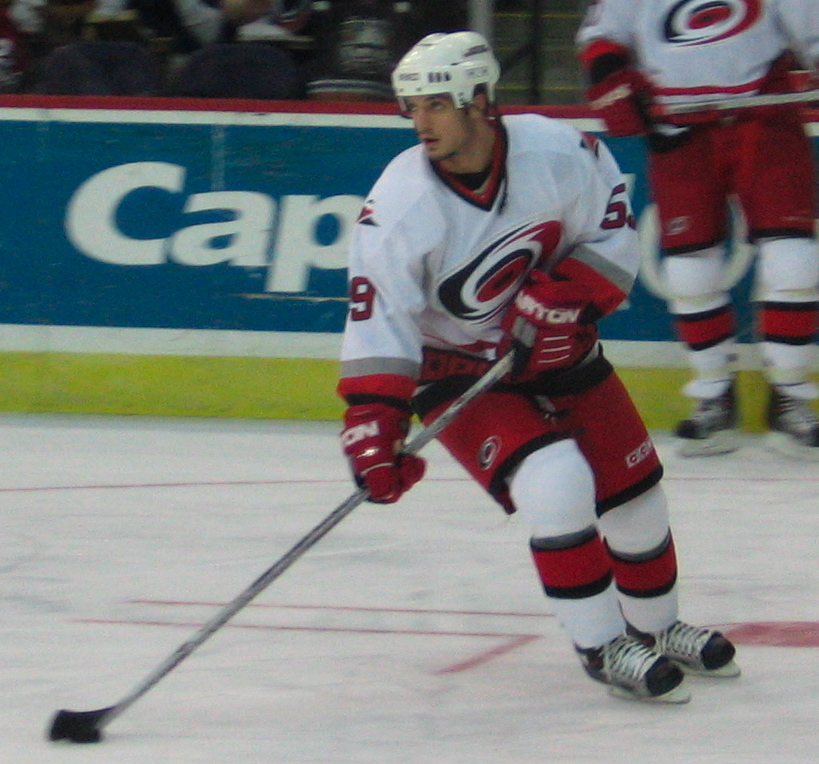
LaRose sous les couleurs des Hurricanes

N'ayant jamais été réclamé lors d'un repêchage de la LNH, il signa à l'été 2003 un contrat en tant qu'agent libre avec les Hurricanes de la Caroline. Il se joint alors à leur club affilié dans la Ligue américaine de hockey, les Lock Monsters de Lowell pour la saison 2003-2004, il est également appelé à joindre pour la moitié de cette saison les rangs des Everblades de la Floride jouant dans l'ECHL. Il décroche un poste permanent avec Lowell dès la saison suivante.
En 2005-2006, LaRose fait ses débuts dans la LNH avec la Caroline. Satisfait de son travail, les dirigeants des Canes décident de ne pas le retourner dans les ligues mineures et ainsi, au printemps, il voit son nom être inscrit sur la prestigieuse Coupe Stanley lorsque l'équipe défait les Oilers d'Edmonton lors de la « grande finale ».
Au niveau international, LaRose fut membre de l'équipe des États-Unis qui se classa cinquième lors du Championnat du monde de hockey sur glace 2007 disputé en Russie.

## Statistiques
| Saison     | Équipe                    | Ligue      |     | Saison régulière | Saison régulière | Saison régulière | Saison régulière | Saison régulière |    | Séries éliminatoires | Séries éliminatoires | Séries éliminatoires | Séries éliminatoires | Séries éliminatoires |
| Saison     | Équipe                    | Ligue      | PJ  | B                | A                | Pts              | Pun              | PJ               | B  | A                    | Pts                  | Pun                  |                      |                      |
| 1999-2000  | Stampede de Sioux Falls   | USHL       | 54  | 29               | 26               | 55               | 28               | 3                | 0  | 1                    | 1                    | 0                    |                      |                      |
| 2000-2001  | Stampede de Sioux Falls   | USHL       | 24  | 11               | 22               | 33               | 50               | -                | -  | -                    | -                    | -                    |                      |                      |
| 2000-2001  | Whalers de Plymouth       | LHO        | 32  | 18               | 7                | 25               | 24               | 19               | 10 | 10                   | 20                   | 22                   |                      |                      |
| 2001-2002  | Whalers de Plymouth       | LHO        | 53  | 32               | 27               | 59               | 40               | 6                | 3  | 4                    | 7                    | 16                   |                      |                      |
| 2002-2003  | Whalers de Plymouth       | LHO        | 67  | 61               | 56               | 117              | 52               | 15               | 9  | 8                    | 17                   | 25                   |                      |                      |
| 2003-2004  | Everblades de la Floride  | ECHL       | 41  | 16               | 19               | 35               | 16               | 14               | 3  | 4                    | 7                    | 20                   |                      |                      |
| 2003-2004  | Lock Monsters de Lowell   | LAH        | 36  | 7                | 9                | 16               | 29               | -                | -  | -                    | -                    | -                    |                      |                      |
| 2004-2005  | Lock Monsters de Lowell   | LAH        | 66  | 20               | 22               | 42               | 32               | 11               | 3  | 5                    | 8                    | 10                   |                      |                      |
| 2005-2006  | Hurricanes de la Caroline | LNH        | 49  | 1                | 12               | 13               | 35               | 21               | 0  | 1                    | 1                    | 10                   |                      |                      |
| 2005-2006  | Lock Monsters de Lowell   | LAH        | 23  | 14               | 11               | 25               | 10               | -                | -  | -                    | -                    | -                    |                      |                      |
| 2006-2007  | Hurricanes de la Caroline | LNH        | 80  | 6                | 12               | 18               | 10               | -                | -  | -                    | -                    | -                    |                      |                      |
| 2007-2008  | Hurricanes de la Caroline | LNH        | 58  | 11               | 12               | 23               | 46               | -                | -  | -                    | -                    | -                    |                      |                      |
| 2008-2009  | Hurricanes de la Caroline | LNH        | 81  | 19               | 12               | 31               | 35               | 18               | 4  | 7                    | 11                   | 16                   |                      |                      |
| 2009-2010  | Hurricanes de la Caroline | LNH        | 56  | 11               | 17               | 28               | 24               | -                | -  | -                    | -                    | -                    |                      |                      |
| 2010-2011  | Hurricanes de la Caroline | LNH        | 82  | 16               | 15               | 31               | 59               | -                | -  | -                    | -                    | -                    |                      |                      |
| 2011-2012  | Hurricanes de la Caroline | LNH        | 67  | 19               | 13               | 32               | 48               | -                | -  | -                    | -                    | -                    |                      |                      |
| 2012-2013  | Hurricanes de la Caroline | LNH        | 35  | 2                | 2                | 4                | 29               | -                | -  | -                    | -                    | -                    |                      |                      |
|            |                           |            |     |                  |                  |                  |                  |                  |    |                      |                      |                      |                      |                      |
| 2014-2015  | Checkers de Charlotte     | LAH        | 63  | 18               | 18               | 36               | 42               | -                | -  | -                    | -                    | -                    |                      |                      |
|            |                           |            |     |                  |                  |                  |                  |                  |    |                      |                      |                      |                      |                      |
| 2016-2017  | Solar Bears d'Orlando     | ECHL       | 8   | 0                | 2                | 2                | 6                | -                | -  | -                    | -                    | -                    |                      |                      |
| Totaux LNH | Totaux LNH                | Totaux LNH | 508 | 85               | 95               | 180              | 286              | 39               | 4  | 8                    | 12                   | 26                   |                      |                      |

| Année | Équipe     | compétition |   | PJ | B | A | Pts | Pun         |  | Résultat |
| 2007  | États-Unis | CM          | 7 | 2  | 1 | 3 | 2   | 5e position |  |          |

## Honneurs et trophées
- Ligue de hockey de l'Ontario : Membre de la deuxième équipe étoile en 2003.
- Ligue nationale de hockey : vainqueur de la Coupe Stanley avec les Hurricanes en 2006.

## Transactions en carrière
- 6 août 2003 : signe avec les Hurricanes de la Caroline à titre d'agent libre.